# Aphidius popovi
Aphidius popovi är en stekelart som beskrevs av Jaroslav Stary 1978. Aphidius popovi ingår i släktet Aphidius och familjen bracksteklar. Inga underarter finns listade i Catalogue of Life.